# بلک هاک (بازیکن لاکراس)
بلک هاک (انگلیسی: Black Hawk؛ زادهٔ تاریخ ورودی نامعتبر است) بازیکن لاکراس اهل کانادا است.